# Filoteo Alberini
Filoteo Alberini (Orte, 14 marzo 1867 – Roma, 11 aprile 1937) è stato un regista italiano, uno dei pionieri del cinematografo.

## Biografia
Inizia a lavorare nel suo paese natale come artigiano "factotum"; dopo il servizio di leva presso il Genio Militare viene assunto all'Istituto Geografico Militare di Firenze.
Nel 1894, traendo spunto da un'invenzione di Thomas Edison, il kinetoscopio (una macchina dotata di manovella che azionata permetteva di vedere tramite una lente i movimenti di alcuni fotogrammi posti su una pellicola interna), inventa e brevetta il kinetografo, un apparecchio per la ripresa e la proiezione; tale invenzione avviene un anno prima di quella dei fratelli Lumière, ma, a causa di un intoppo burocratico, il Ministero dell'Industria e Commercio rilascerà il brevetto (n° 245032) un anno dopo la richiesta di Alberini, precisamente nel dicembre 1895, nello stesso mese e anno in cui i Lumière proiettano per la prima volta L'uscita dalle officine Lumière.
Affascinato da tale nuova invenzione e forma d'arte, fonda nel 1904 con l'amico Dante Santoni la ditta Primo Stabilimento Italiano di Manifattura Cinematografica Alberini & Santoni, che nel 1906 cambierà nome in Cines, con sede a Roma, nel quartiere San Giovanni.
Ad Alberini si deve l'apertura della prima sala cinematografica in Italia. Si tratta della sala Reale Cinematografo Lumiere, inaugurata nel 1899. Nel 1900 Remondini, un altro imprenditore, aprirà a Firenze la sala Edison, che costringerà Alberini alla chiusura della sua. 
Nel 1904 fonda, sempre a Roma a piazza Esedra, il cinema Moderno, prima sala di proiezione della capitale.
Nel 1905 gira La presa di Roma, uno dei primi lungometraggi italiani a soggetto. Tale pellicola era lunga 255 metri (generalmente all'epoca la lunghezza media era di 60 metri) e costò 500 lire.
Il film era diviso in sette quadri che ripercorrevano gli episodi del 20 settembre 1870, ovvero la presa di Roma da parte delle truppe italiane. I sette quadri erano così divisi:
1. La battaglia di Ponte Milvio
2. Il rifiuto alla resa da parte del generale pontificio Hermann Kanzler
3. L'arrivo dei Bersaglieri
4. La breccia di Porta Pia
5. L'entrata dei Bersaglieri nell'Urbe
6. La resa di Pio IX con l'esposizione della bandiera bianca sulla basilica di San Pietro
7. I festeggiamenti delle truppe italiane.

Secondo la versione più accreditata, la prima proiezione avvenne proprio a Porta Pia il 20 settembre 1905, in occasione dell'anniversario dei 35 anni di Roma Capitale, e si stima che vi assistettero in quella data e nei giorni seguenti più di centomila persone; ulteriori ricerche hanno dimostrato, invece, l'esistenza di una precedente proiezione tenutasi al Cinematografo Artistico di Livorno già il 16 settembre.
L'opera è fortemente anticlericale ed è facile trovarvi un'influenza massonica (Alberini stesso era maestro di III grado presso la Loggia "La Concordia" di Firenze). La proiezione, infatti, fu fortemente voluta da massoni molto influenti quali Alessandro Fortis, Leonardo Bianchi ed Ettore Pedotti e fu una forte risposta alla rinata influenza politica della Chiesa, nonché un esempio dell'applicazione delle teorie massoniche di Ernesto Nathan, che individuava le feste e le celebrazioni come luoghi di maggior attenzione per la diffusione del "verbo laico".
Del lungometraggio oggi restano circa 75 metri di pellicola, ovvero 4 minuti di proiezione, restaurati e conservati dalla Cineteca Nazionale.
Durante la sua carriera nel cinema, Alberini produsse altri 134 film a soggetto, 36 documentari e 57 comiche, fra cui Quo vadis? del 1913, primo kolossal italiano.
Fra le altre invenzioni di Alberini vi furono la cinepanoramica (un sistema di obiettivo girevole che allarga l'immagine sullo schermo, un antenato dell'odierno Vistavision), il cineorologio (un disco rotondo di pellicola con tanti fotogrammi che potevano essere visionati con un apparecchio manuale), una pulitrice di pellicole e un accessorio da applicare alle macchine fotografiche, antesignano dello scatto in sequenza. Morì a Roma l'11 aprile 1937; riposa nella tomba di famiglia presso il cimitero monumentale del Verano di Roma.

## Filmografia

### Regista
- S.A.R. il Principe di Napoli e la Principessa Elena visitano il battistero di S. Giovanni a Firenze - breve documentario (1895)
- Visita di Mascagni all'esposizione - breve documentario (1904)
- Un incendio fuori porta San Sebastiano - breve documentario (1904)
- Senigallia: Sulla spiaggia - breve documentario (1904)
- Palio di Siena - breve documentario (1904)
- Le feste di Marino col corteo artistico-umoristico - breve documentario (1904)
- Inaugurazione del monumento a Goethe - breve documentario (1904)
- Il varo della 'Regina Elena' alla Spezia - breve documentario (1904)
- Il disastro di Marino nei suoi dettagli - breve documentario (1904)
- Il banchettissimo dei giornalisti - breve documentario (1904)
- Feste di Loubet a Roma - breve documentario (1904)
- Festa del I e II reggimento Granatieri - breve documentario (1904)
- Festa del divino amore - breve documentario (1904)
- La presa di Roma - cortometraggio (1905)
- Una passeggiata al Pincio - breve documentario (1905)
- Tramvia Roma-Civitacastellana - breve documentario (1905)
- Saggi ginnastici alla società 'Roma' - breve documentario (1905)
- Posa della prima pietra delle case operaie a S. Croce in Gerusalemme - breve documentario (1905)
- Polo a villa Umberto I - breve documentario (1905)
- Le feste castromenie di Marino - breve documentario (1905)
- Le acciaierie di Terni - breve documentario (1905)
- L'arrivo dell'Imperatore di Germania - breve documentario (1905)
- L'accampamento dei bersaglieri a Bracciano - breve documentario (1905)
- Il funerale del Generale Pizzuti - breve documentario (1905)
- Funerale della guardia assassinata - breve documentario (1905)
- Funerale del Generale de Sonnaz - breve documentario (1905)
- Corsa alle Capannelle il Derby Reale - breve documentario (1905)
- Coppa del re - breve documentario (1905)
- Commemorazione di Garibaldi al Gianicolo - breve documentario (1905)
- La malia dell'oro (1905)
- Un colloquio disturbato - cortometraggio (1905)
- Ginnastica moderna - cortometraggio (1905)
- Visita dei reali di Grecia a Roma - breve documentario (1906)
- Visita della regina madre e della regina Elena alla scultrice Lola Mora - breve documentario (1906)
- Vendetta di suonatori - cortometraggio (1906)
- Solenne processione della Madonna delle grazie - breve documentario (1906)
- Ricevimento degli automobilisti con l'intervento del re - breve documentario (1906)
- Premiazione all'educatorio 'Savoia' - breve documentario (1906)
- Pierrot innamorato - cortometraggio (1906)
- Mercato dei cocomeri - breve documentario (1906)
- Le nozze Doria-Borromeo - breve documentario (1906)
- Le manovre navali di Taranto - breve documentario (1906)
- La regina del mercato al Pincio - breve documentario (1906)
- La prima bandiera dei vigili romani - breve documentario (1906)
- La merca del bestiame nell'agro romano - breve documentario (1906)
- La festa dei canottieri con l'intervento del sovrano - breve documentario (1906)
- L'albero di Natale - cortometraggio (1906)
- Kermesse di beneficenza a villa Umberto I coll'intervento della regina - breve documentario (1906)
- Incendio della stearineria - breve documentario (1906)
- Inaugurazione delle case popolari - breve documentario (1906)
- Inaugurazione degli omnibus-automobili - breve documentario (1906)
- Il derby reale alle Capannelle - breve documentario (1906)
- Il concorso ippico a Villa Umberto I - breve documentario (1906)
- I bagni di Ladispoli - breve documentario (1906)
- Gita a Napoli - breve documentario (1906)
- Funerali di San Marzano - breve documentario (1906)
- Funerali del principe d'Antuni - breve documentario (1906)
- Funerale di Adelaide Ristori - breve documentario (1906)
- Corteo di vetturini al corso Umberto I - breve documentario (1906)
- Corso di fiori a Villa Umberto I - breve documentario (1906)
- Corsa ciclistica Roma-Napoli - breve documentario (1906)
- Corrida dei tori - breve documentario (1906)
- Caccia alla volpe nella campagna romana - breve documentario (1906)
- Buffalo Bill's Wild West - cortometraggio (1906)
- Bagni alle acque albule - breve documentario (1906)
- Una gita a Messina - breve documentario (1907)
- Le regate sull'Aniene - breve documentario (1907)
- Inaugurazione dell'Esposizione di Catania - breve documentario (1907)
- Il varo di un piroscafo - cortometraggio (1907)
- Il varo della corazzata 'Roma' (alla Spezia) - breve documentario (1907)
- Il concorso ippico di Roma - breve documentario (1907)
- Feste di San Nicola - breve documentario (1907)
- Ascensione sul Furlan - breve documentario (1907)
- La cascata delle Marmore presso Terni - breve documentario (1908)
- Concorso ippico - breve documentario (1908)
- Il disastro di Monte Celio - breve documentario (1908)

### Direttore della fotografia
- S.A.R. il Principe di Napoli e la Principessa Elena visitano il battistero di S. Giovanni a Firenze - breve documentario (1895)
- Visita di Mascagni all'esposizione - breve documentario (1904)
- Un incendio fuori porta San Sebastiano  - breve documentario (1904)
- Senigallia: Sulla spiaggia - breve documentario (1904)
- Palio di Siena - breve documentario (1904)
- Le feste di Marino col corteo artistico-umoristico - breve documentario (1904)
- Inaugurazione del monumento a Goethe  - breve documentario (1904)
- Il varo della 'Regina Elena' alla Spezia - breve documentario (1904)
- Il disastro di Marino nei suoi dettagli  - breve documentario (1904)
- Il banchettissimo dei giornalisti - breve documentario (1904)
- Feste di Loubet a Roma - breve documentario (1904)
- Festa del I e II reggimento Granatieri - breve documentario (1904)
- Festa del divino amore - breve documentario (1904)
- La presa di Roma - cortometraggio (1905)
- Una passeggiata al Pincio - breve documentario (1905)
- Tramvia Roma-Civita Castellana - breve documentario (1905)
- Saggi ginnastici alla società 'Roma - breve documentario (1905)
- Posa della prima pietra delle case operaie a S. Croce in Gerusalemme - breve documentario (1905)
- Polo a villa Umberto I - breve documentario (1905)
- Le feste castromenie di Marino - breve documentario (1905)
- Le acciaierie di Terni - breve documentario (1905)
- L'arrivo dell'Imperatore di Germania - breve documentario (1905)
- L'accampamento dei bersaglieri a Bracciano - breve documentario (1905)
- Il funerale del Generale Pizzuti - breve documentario (1905)
- Funerale della guardia assassinata - breve documentario (1905)
- Funerale del Generale de Sonnaz  - breve documentario (1905)
- Corsa alle Capannelle il Derby Reale - breve documentario (1905)
- Coppa del re - breve documentario (1905)
- Commemorazione di Garibaldi al Gianicolo  - breve documentario (1905)
- Nozze tragiche - cortometraggio (1906)
- Il dessert di Lulù - cortometraggio (1906)
- Il ratto di una sposa in bicicletta - cortometraggio (1906)
- Le ore di una mondana - cortometraggio (1906)
- Il pompiere di servizio - cortometraggio (1906)
- Onore rusticano - cortometraggio (1906)
- Otello - cortometraggio (1906)
- Visita della regina madre e della regina Elena alla scultrice Lola Mora - breve documentario (1906)
- Solenne processione della Madonna delle grazie (Roma) - breve documentario (1906)
- Ricevimento degli automobil con l'intervento del re (Roma) - breve documentario (1906)
- Premiazione all'educatorio 'Savoia' - breve documentario (1906)
- Mercato dei cocomeri (Roma) - breve documentario (1906)
- Le nozze Doria-Borromeo - breve documentario (1906)
- Le manovre navali di Taranto - breve documentario (1906)
- La regina del mercato al Pincio - breve documentario (1906)
- La prima bandiera dei vigili romani - breve documentario (1906)
- La festa dei canottieri con l'intervento del sovrano - breve documentario (1906)
- Kermesse di beneficenza a villa Umberto I coll'intervento della regina - breve documentario (1906)
- Incendio della stearineria (Roma) - breve documentario (1906)
- Inaugurazione delle case popolari (Roma) - breve documentario (1906)
- Inaugurazione degli omnibus-automobili (Roma) - breve documentario (1906)
- Il derby reale alle Capannelle - breve documentario (1906)
- Il concorso ippico a Villa Umberto I - breve documentario (1906)
- I bagni di Ladispoli - breve documentario (1906)
- Gita a Napoli - breve documentario (1906)
- Funerali di San Marzano - breve documentario (1906)
- Funerali del principe d'Antuni - breve documentario (1906)
- Funerale di Adelaide Ristori - breve documentario (1906)
- Cuore e patria - cortometraggio (1906)
- Corteo di vetturini al corso Umberto I - breve documentario (1906)
- Corso di fiori a Villa Umberto I - breve documentario (1906)
- Corsa ciclistica Roma-Napoli - breve documentario (1906)
- Corrida dei tori - breve documentario (1906)
- Caccia alla volpe nella campagna romana - breve documentario (1906)
- Buffalo Bill's Wild West - cortometraggio (1906)
- Bagni alle acque albule - breve documentario (1906)
- La gitana - cortometraggio (1906)
- Triste giovinezza  - cortometraggio (1907)
- La pila elettrica - cortometraggio (1907)
- Una gita a Messina - breve documentario (1907)
- Tom Butler - cortometraggio (1907)
- Le regate sull'Aniene - breve documentario (1907)
- Inaugurazione dell'esposizione di Catania - breve documentario (1907)
- Il varo di un piroscafo - cortometraggio (1907)
- Il varo della corazzata 'Roma' (alla Spezia) - breve documentario (1907)
- Il concorso ippico di Roma - breve documentario (1907)
- Feste di San Nicola (Bari) - breve documentario (1907)
- Ascensione sul Furlan (Messina) - breve documentario (1907)
- Pranzo provvidenziale - cortometraggio (1908)
- La confessione per telefono - cortometraggio (1908)
- Dopo un veglione - cortometraggio (1908)
- Il disastro di Monte Celio - breve documentario (1908)
- Don Carlos - cortometraggio (1909)
- Povera madre! - cortometraggio (1909)
- Messalina - cortometraggio (1910)
- Dramma alla frontiera - cortometraggio (1911)

### Produttore
- S.A.R. il Principe di Napoli e la Principessa Elena visitano il battistero di S. Giovanni a Firenze - breve documentario (1895)
- Visita di Mascagni all'esposizione - breve documentario (1904)
- Il varo della 'Regina Elena' alla Spezia - breve documentario (1904)
- L'arrivo di Buffalo Bill a Roma - breve documentario (1906)
- Raffaello e la Fornarina, regia di Edoardo Bencivenga - cortometraggio (1907)
- Siegfried, regia di Mario Caserini - cortometraggio (1908)
- Il piccolo garibaldino - cortometraggio (1909)
- Parsifal - cortometraggio (1909)
- Lo stretto di Messina - breve documentario (1909)
- Bruto - cortometraggio (1911)

## Curiosità
- Nel 1901 conosce il pioniere umbro Raffaello Lucarelli in soggiorno a Firenze. Trai due nascerà un'amicizia che durerà più di vent'anni.
- In suo onore nella città di Orte viene organizzato un festival di cortometraggi. Inoltre il cinema della città, gestito da tanti anni dalla famiglia Gioacchini, porta il suo nome.
- Nel 2019 è stato realizzato un documentario per celebrare la vicenda umana e artistica di Alberini, sconosciuta ai più: "L'italiano che inventò il cinema" è stato diretto da Stefano Anselmi, che lo ha scritto con Giovanna Lombardi, la biografa di Alberini. Il film è stato prodotto da Daniele Baldacci per Blue Cinema TV ed è stato acquistato da Rai Storia.[6]